# 片上荘
片上荘（かたがみのしょう）は、越前国今立郡（現在の福井県鯖江市）にあった荘園。摂関家の殿下渡領の1つとして知られている。
平安時代中期の天暦5年10月23日（951年11月24日）付の越前国足羽郡庁牒（『東大寺東南院文書』）中に「検校片上御庄惣別当生江」と記されており、既にこの時期には片上荘が成立しており、地元の豪族である生江氏が開発に関わったとみられている。後に本田100町が不輸が確立された事が、『兵範記』仁安2年（1167年）の10月・11月条に用いられた紙背文書によって知ることが出来る。後に一部が春日大社や家司に与えられているものの、基本的には摂関家の所領として室町時代まで維持されたとみられ、太閤検地直前の天正11年（1583年）が記録上の下限である。なお、現地の支配は時期は不明であるものの、生江氏から、越前斎藤氏（藤原利仁の末裔で斎藤実盛を輩出）に下司職が移っていることが確認できる。
近代にあった福井県今立郡片上村は片上荘の故地であったことに由来しているとされている。